# Мошково (Могилёвская область)
Мошко́во (бел. Машкова) — деревня в составе Добровского сельсовета Горецкого района Могилёвской области Республики Беларусь.

## Население
- 1999 год — 87 человек
- 2010 год — 31 человек